# Ковнаткі (Вармінсько-Мазурське воєводство)
Ковнаткі (пол. Kownatki) — село в Польщі, у гміні Козлово Нідзицького повіту Вармінсько-Мазурського воєводства.
Населення — 114 осіб (2011).
У 1975-1998 роках село належало до Ольштинського воєводства.

## Демографія
Демографічна структура станом на 31 березня 2011 року:
|          | Загалом | Допрацездатний вік | Працездатний вік | Постпрацездатний вік |
| -------- | ------- | ------------------ | ---------------- | -------------------- |
| Чоловіки | 54      | 9                  | 39               | 6                    |
| Жінки    | 60      | 14                 | 32               | 14                   |
| Разом    | 114     | 23                 | 71               | 20                   |